# Round House di Inglesham
La  Round House (in italiano letteralmente Casa circolare) si trova a Inglesham, villaggio e parrocchia civile vicino a Lechlade nella contea del Wiltshire nel Sud Ovest dell'Inghilterra, Regno Unito. L'edificio risale al XVIII secolo e l'English Heritage lo considera un monumento classificato di seconda categoria per il suo particolare interesse storico e architettonico.

## Storia

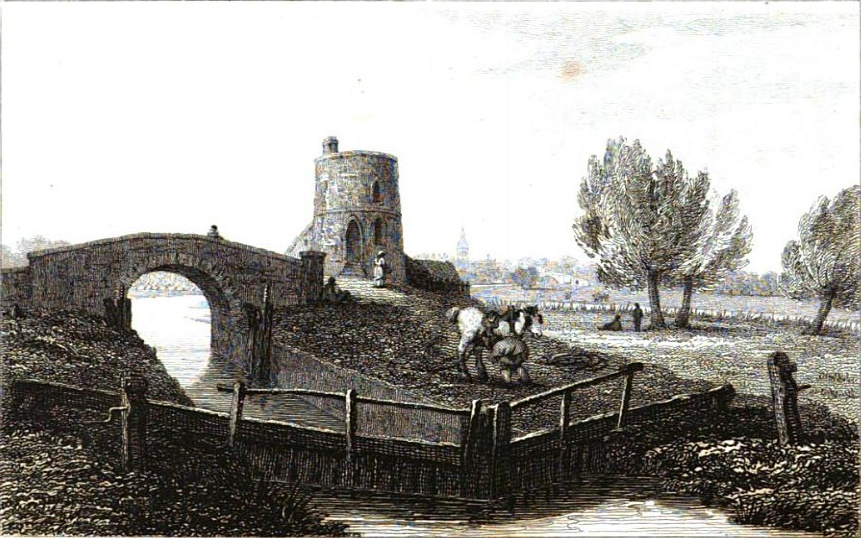
Chiusa del Tamigi e del canale Tamigi e Severn a Inglesham, vicino a Lechlade, con la Round House in una stampa del 1811

La casa venne edificata probabilmente per il guardiano del canale e della chiusa posta all'incrocio tra il Tamigi e il canale Tamigi e Severn tra gli anni 1780 o 1790. Le rimesse furono costruite intorno al 1790 con il tetto rovesciato per l'approvvigionamento idrico. Sebbene il canale Tamigi e Severn sia rapidamente caduto in rovina e alcune parti siano scomparse con le nuove strade alcuni tratti sono stati restaurati e i lavori di restauro sono stati finanziati dalla lotteria dal 2003.

## Descrizione
L'English Heritage ha inserito dal 4 luglio 1985 la Round House di Inglesham tra gli edifici storici come monumento classificato di seconda categoria col numero 1089423.

### Esterni
Il piccolo edificio circolare si trova sul sito della chiusa che unisce il Tamigi col Canale Tamigi e Severn, posto nel territorio di Inglesham in direzione di Lechlade nella contea del Wiltshire nel Sud Ovest dell'Inghilterra, Regno Unito.
La struttura si presenta in intonaco grezzo su muri in macerie con un piccolo camino in mattoni. Il tetto, essendo capovolto, non è visibile. Si alza su tre piani e ha un alto parapetto. Una rampa di sette gradini in pietra sale sul lato ovest fino al piano terra superiore dove arriva al portale ad arco a sesto acuto con cornice in pietra. La porta è in semplici assi di legno ed è sormontata da una lunetta. Ogni piano ha una piccola finestra ad arco a sesto acuto, anche sul retro, tutte con cornice in pietra semplice e infissi con piombi. Sono presenti fasce in pietra tra i piani. La tettoia sul retro probabilmente è del XX secolo. Non svolge più la funzione di casa per il guardiano ed è parte di una residenza privata. Il canale vicino alla casa circolare non è accessibile al pubblico, ma è parzialmente visibile dal sentiero del Tamigi che passa di fronte.

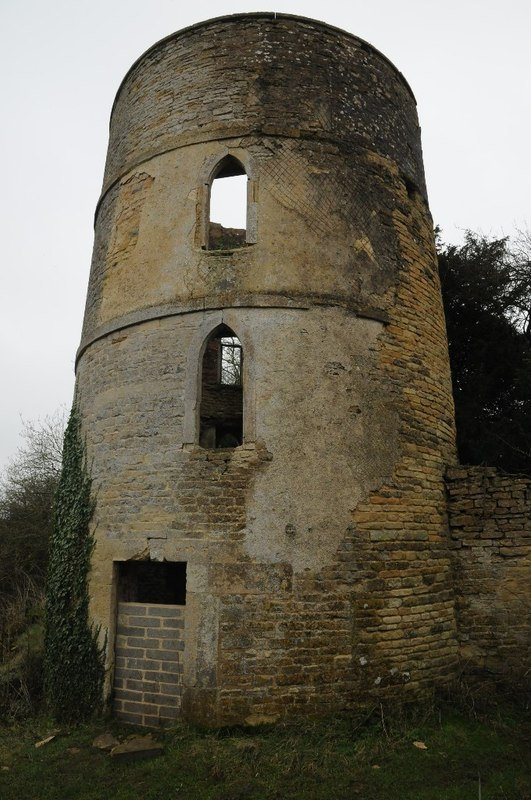
Round House di Coates

## Case circolari
Le case circolari sono una caratteristica distintiva del canale Tamigi e Severn. In totale sono cinque, e sono situate a:
- Chalford
- Coates
- South Cerney
- Marston Maisey
- Inglesham

Sono state tutte costruite nel 1790, l'anno successivo all'apertura del canale, e avevano la funzione di abitazione per i lavoratori delle condotte. Erano costruite in pietra con finitura a gesso o stucco. La casa circolare di Chalford è stata demolita poco dopo la sua costruzione. La tipologia delle costruzioni si divideva tra quelle con un tetto conico a falda tradizionale e quelle munite di un tetto conico rovesciato destinato a raccoglieva l'acqua piovana che veniva convogliata in una cisterna interrata, che veniva poi utilizzata come fonte per uso alimentare della casa circolare. Le case di Chalford e South Cerney vennero costruite con un tetto a falda convenzionale, mentre le case circolari di Coates, Marston Maisey e Inglesham vennero edificate col tetto rovesciato.